# Georg Mosbach
Georg Mosbach (eller Masbach), född 1526 i Schweinfurt, död den 12 april 1593 i Leipzig, var en tysk medicinare och universitetslärare.
Mosbach var 1559–1562 rektor vid Nikolaischule i Leipzig. Han blev därefter professor i medicin vid universitetet i Leipzig, där han 1566 var rektor. Mosbach blev medicine doktor 1571.